# Коледино (Ступинский район)
Коледино — деревня в Ступинском районе Московской области в составе Леонтьевского сельского поселения (до 2006 года входила в Алфимовский сельский округ). В деревне на 2015 год 5 улиц и переулок, впервые упоминается в 1577 году, с XVII века до середины XIX века в деревне действовала Богословская церковь, в 1903 году была построена часовня Иоанна Богослова.

## Население
| 2002 | 2006 | 2010 |
| ---- | ---- | ---- |
| 15   | ↘11  | ↗19  |

Коледино расположено на востоке района, у границы с Коломенским, на безымянном ручье (овраге) бассейна реки Осёнка, высота центра деревни над уровнем моря — 161 м. Ближайшие населённые пункты: Алфимово — около 1,6 км на запад и Мякинино — примерно в 0,9 км на север, там же - остановочный пункт Мякинино (на Большом кольце Московской железной дороги).